# Seconda guerra di successione gheldriana
La seconda guerra di successione gheldriana (in olandese: Tweede Gelderse Successieoorlog) fu un conflitto per la successione al trono del Ducato di Gheldria, dal 1423 al 1448.

## Origine
L'origine del conflitto fu la morte del duca Rinaldo IV di Gheldria e Jülich, morto senza figli legittimi. Le città e la nobiltà gheldriana e di Zutphen elesse dunque il tredicenne Arnoldo di Egmond, nipote della sorella del defunto duca Giovanna di Jülich, a nuovo duca di Gheldria, ma a pretesa di quello stesso trono vi era anche il duca Adolfo di Jülich-Berg.

## La guerra
L'imperatore Sigismondo stabilì che alla morte dell'ultimo duca di Gheldria tornasse al Sacro Romano Impero e pertanto nel 1423 si sentì libero di riassegnare quel trono indipendentemente dalle decisioni dei locali. Dietro pagamento di 14 000 fiorini offerti nel 1424 da Arnoldo di Egmond (uno dei parenti più prossimi a Rinaldo IV), il dominio venne ceduto a quest'ultimo. Arnoldo aveva dovuto contrattare e lottare per raccogliere il denaro necessario ma l'anno successivo Adolfo di Julich-Berg, altro suo parente, avanzò la medesima offerta a Sigismondo. Le città della Gheldria e i cavalieri locali si rifiutarono ad ogni modo di riconoscere l'autorità di quest'ultimo, al punto che le due fazioni vennero convocate presso l'imperatore per discutere della faccenda. Arnoldo scelse di non presentarsi e per questo nel 1431 venne colpito da Banno imperiale. Anche quando nel 1434 papa Eugenio IV nel Concilio di Basilea aveva espresso sostegno per Adolfo di Julich-Berg nella causa di successione, Arnoldo continuò rigidamente a sedere sul trono di Gheldria e nel contempo a mantenere le sue pretese anche sul ducato di Julich, nonostante i tanti problemi finanziari e conflitti interni.

## La fine della guerra
Adolfo combatté senza successo contro Arnoldo per rivendicare quella parte di Gheldria renana sino alla sua morte avvenuta nel 1437. Gerardo di Julich-Berg succedette a suo zio come duca di Julich e continuò la guerra contro la Gheldria, vincendo anche la battaglia di Linnich (3 novembre 1444), ma questo non fu sufficiente ad assicurargli la vittoria finale. Alla fine si risolse a vendere i propri diritti sulla Gheldria al duca di Borgogna, Filippo il Buono, nel 1448. Questo fatto segnò la fine della seconda guerra di successione di Gheldria, anche se Filippo il Buono, pochi anni dopo rimetterà in discussione la successione di Arnoldo. Questo fu anche l'unico periodo in cui venne interrotta l'unione personale Gheldria-Julich che perdurava dal 1393. Arnoldo del resto dovette rinunciare alle proprie pretese sul trono del ducato di Julich, in quanto non disponeva dei mezzi per conquistarsi questo obbiettivo.